# Конски ширини
Конски ширини се наричат районите от Атлантическия океан между 30° – 35° с.ш. и ю.ш.,
За тях са характерни субтропическите океански антициклони със слаби ветрове или чести безветрия. Налягането на въздуха в тези географски ширини е високо. Там въздухът се издига към горните слоеве на атмосферата поради интензивното нагряване на почвата, а после се спуска обратно към земната повърхност.
На сушата в ивицата на конските ширини попадат най-горещите пустини в света (включително и Сахара). От конските ширини към екватора се насочват въздушни потоци, наречени пасати. В районите на конските ширини има безветрие, затова моряците в миналото са можели по цяла нощ да четат със свещ на палубата, а платноходите в течение на доста дълго време не можели да се помръднат от мястото си.
През 18 век (Епохата на платното) безветрието ставало причина за продължително задържане на корабите по пътя им. Поради недостига на прясна вода, се налагало да се изхвърлят зад борда конете, които корабите превозвали от Стария свят (Европа) към Новия свят. Суеверните моряци твърдят, че нощем тук често се явяват призраците на конете. От това е произлязло и названието конски ширини.

## Образуване
Нагряването на Земята близо до екватора води до мащабна конвекция по дължина на вътрешнотропичната зона на конвергенция. Тази въздушна маса се издига до ниската стратосфера, където се разбягва, отдалечавайки се от екватора в горната тропосфера на север и на юг. Докато се придвижва към умерените географски ширини от двете страни на екватора, въздухът се охлажда и потъва надолу. В хода на този процес се образува субтропична ивица от високо налягане близо до 30-ия паралел в дете полукълба. Стигналият до повърхността въздух отново се разбягва, като част от него се връща обратно към екватора. Тази циркулация от всяка страна на екватора се нарича клетка на Хадли. Много от пустините на Земята са образувани именно от тези климатологични области с високо налягане.